# Björn Bach
Björn Bach (ur. 21 czerwca 1976 w Magdeburgu) – niemiecki kajakarz, dwukrotny wicemistrz olimpijski, mistrz świata i Europy.

## Kariera sportowa
Na dużych imprezach międzynarodowych startował w konkurencji kajaków czwórek (K-4).
Zdobył trzy medale w wyścigach czwórek na mistrzostwach świata w 1997 w Dartmouth:  złoty na dystansie 1000 metrów (razem z nim w osadzie niemieckiej płynęli Torsten Gutsche, Mark Zabel i Stefan Ulm), srebrny na 500 metrów i brązowy na 200 m metrów (na obu dystansach z Gutsche, Zabelem i Janem Güntherem). Na kolejnych mistrzostwach świata w 1998 w Segedynie niemiecka osada w składzie: Gutsche, Zabel, Bach i Ulm zdobyła złote medale na dystansach 500 metrów i 1000 metrów, a z Lutzem Liwowskim zamiast Ulma zajęła 6. miejsce na 200 metrów. Na mistrzostwach świata w 1999 w Mediolanie Gutsche, Zabel, Bach i Ulm zdobyli złoty medal na 500 metrów i srebrny medal na 1000 metrów. Na mistrzostwach Europy w 2000 w Poznaniu niemiecka osada w składzie: Jan Schäfer, Zabel, Bach i Ulm zwyciężyła w wyścigach na 500 metrów i na 1000 metrów, a na 200 metrów zajęła 5. miejsce.
Niemiecka czwórka Schäfer, Zabel, Bach i Ulm zdobyła srebrny medal na dystansie 1000 metrów na igrzyskach olimpijskich w 2000 w Sydney, przegrywając z osadą z Węgier, a wyprzedzając zespół z Polski. Na mistrzostwach Europy w 2001 w Mediolanie osada Andreas Ihle, Zabel, Bach i Ulm zdobyła srebrny medal na dystansie 1000 metrów oraz zajęła 6. miejsce na 500 metrów i 8. miejsce na 200 metrów. W tym samym składzie zwyciężyli na 1000 metrów, a z Schäferem w miejsce Ihlego zajęli 4. miejsce na 500 metrów na mistrzostwach świata w 2001 w Poznaniu. Ulm zajął 5. miejsce na 1000 metrów i 8. miejsce na 500 metrów na mistrzostwach Europy w 2002 w Segedynie, a na mistrzostwach świata w 2002 w Sewilli wraz z Ihlem, Zabelem i Bachem zdobył srebrny medal na 1000 metrów, a w innym składzie zajął 7. miejsce na 200 metrów.
Ihle, Zabel, Bach i Ulm zdobyli brązowy medal na 1000 metrów i zajęli 6. miejsce na 500 metrów na mistrzostwach świata w 2003 w Gainesville. Na mistrzostwach Europy w 2004 w Poznaniu osada Zabel, Bach, Ulm i Björn Goldschmidt zajęła 5. miejsce na 500 metrów i 9. miejsce na 1000 metrów.
Na igrzyskach olimpijskich w 2004 w Atenach niemiecka osada w składzie: Ihle, Zabel, Bach i Ulm zdobyła srebrny medal, za Węgrami, a przed osadą ze Słowacji. Bach zdobył wraz z Normanem Bröcklem, Björnem Goldschmidtem i Jonasem Emsem brązowy medal na 200 metrów, a w innych składach zajął 5. miejsce na 500 metrów i 8. miejsce na 1000 metrów na mistrzostwach Europy w 2005 w Poznaniu. Zdobył złoty medal na 100 metrów (w składzie: Lutz Altepost, Bröckl, Bach i Arnd Goldschmidt) i srebrny medal na 200 metrów (w składzie: Bröckl, Bach, Björn Goldschmidt i Ems), a także zajął 7. miejsce na 500 metrów na mistrzostwach świata w 2005 w Zagrzebiu. Na mistrzostwach Europy w 2006 w Račicach zdobył brązowy medal na 1000 metrów (z Altepostem, Bröcklem i Björnem Goldschmidtem) oraz zajął 4. miejsce na 200 metrów. Zajął 4. miejsce na 1000 metrów, 5. miejsce na 200 metrów i 6. miejsce na 500 metrów na mistrzostwach świata w 2006 w Segedynie, 4. miejsce na 200 metrów na mistrzostwach Europy w 2007 w Pontevedrze i 9. miejsce na 500 metrów na mistrzostwach świata w 2007 w Duisburgu.
Ulm zdobył wiele medali mistrzostw Niemiec. Na dystansie 200 metrów był złotym medalistą w czwórkach w 1998, srebrnym medalistą w dwójkach (K-2) w 2001 i 2003 oraz brązowym medalistą w jedynkach (K-1) w 2001 i w czwórkach w 2001 i 2003. Na dystansie 500 metrów był mistrzem w jedynkach w 2001, w dwójkach (K-2) w latach 2000–2003 oraz w czwórkach w latach 1998 i 2000–2002, a także brązowym medalistą w jedynkach w 2003. Na dystansie 1000 metrów był w czwórkach mistrzem w latach 1998 i 2000–2003, wicemistrzem w 1995, 1996 i 1999 oraz brązowym medalistą w 1997.